# Prokofy Kouzmine
Prokofy Tarassovitch Kouzmine (en russe Прокофий Тарасович Козьмин), né en 1795 à Saint-Pétersbourg et mort le 20 janvier 1851, est un officier de marine et explorateur russe.

## Biographie
Diplômé en 1816 de l' école de navigation comme assistant de navigation, il sert d'abord sur la frégate Mercury puis devient à la fin de l'année 1817 assistant navigateur sur le sloop Kamchatka lors du tour du monde de Vassili Golovnine. Il visite ainsi le port de Petropavlovsk et des points de l'Amérique russe et participe à des travaux hydrographiques près des îles Aléoutiennes et sur la côte pacifique de l'Amérique du Nord. Pendant le voyage, il sauve un navire marchand russe en perdition près de l'île de Grivalla.
En 1820, il prend part à l'expédition de Ferdinand von Wrangel, envoyé pour inventorier les côtes de l'océan Arctique. Au cours de l'expédition, il décrit la côte continentale de l'océan, les embouchures des rivières Kolyma et Indiguirka et donne une description détaillée des îles Medveji. En 1824, il revient à Saint-Pétersbourg où le baron Wrangel fait son éloge.
Sous-lieutenant du corps des navigateurs de la Marine (KFSh), il effectue de 1825 à 1827 un autre tour du monde sous le commandement du baron Wrangel en tant que navigateur principal sur le sloop Krotky. En 1829, il entre au service de la Compagnie russe d'Amérique (RAC). Il dirige l'expédition Chantar sur la goélette Action, dont la tâche est de trouver un port pratique sur la côte d'Oudsky (partie sud-ouest de la mer d'Okhotsk). Au cours de cette expédition, il décrit les îles Chantar et découvre deux grandes îles nommées d'après les directeurs du RAC - Prokofiev et Kusov.
Le 1er janvier 1831, il est promu au grade de capitaine d'état-major du Corps of Naval Navigators.
Il participe en 1832 à l'expédition chronométrique de la Baltique de Friedrich von Schubert (en). Par la suite, il publie sa description dans la partie III des Notes du dépôt hydrographique.
À partir de 1833, il sert dans le département hydrographique. Le 25 juin 1836, il est promu capitaine du KFSh. De 1837 jusqu'à sa mort, il est responsable de l'outillage du service hydrographique (anciennement dépôt hydrographique). Le 7 avril 1846, il est promu lieutenant-colonel du KFSh.